# Vira Gambarogno
Vira Gambarogno è una frazione di 665 abitanti del comune svizzero di Gambarogno, nel Canton Ticino (distretto di Locarno).

## Geografia fisica
Il paese si affaccia sul Lago Maggiore.

## Origini del nome
Vira Gambarogno trae l'origine del nome da un nucleo, protetto da cancelli e palizzate, sorto a protezione della strada per Bellinzona.

## Storia
L'insediamento è di origine preistorica e un tempo deteneva diritti doganali; nella zona furono molte le fortificazioni di origine longobarda.

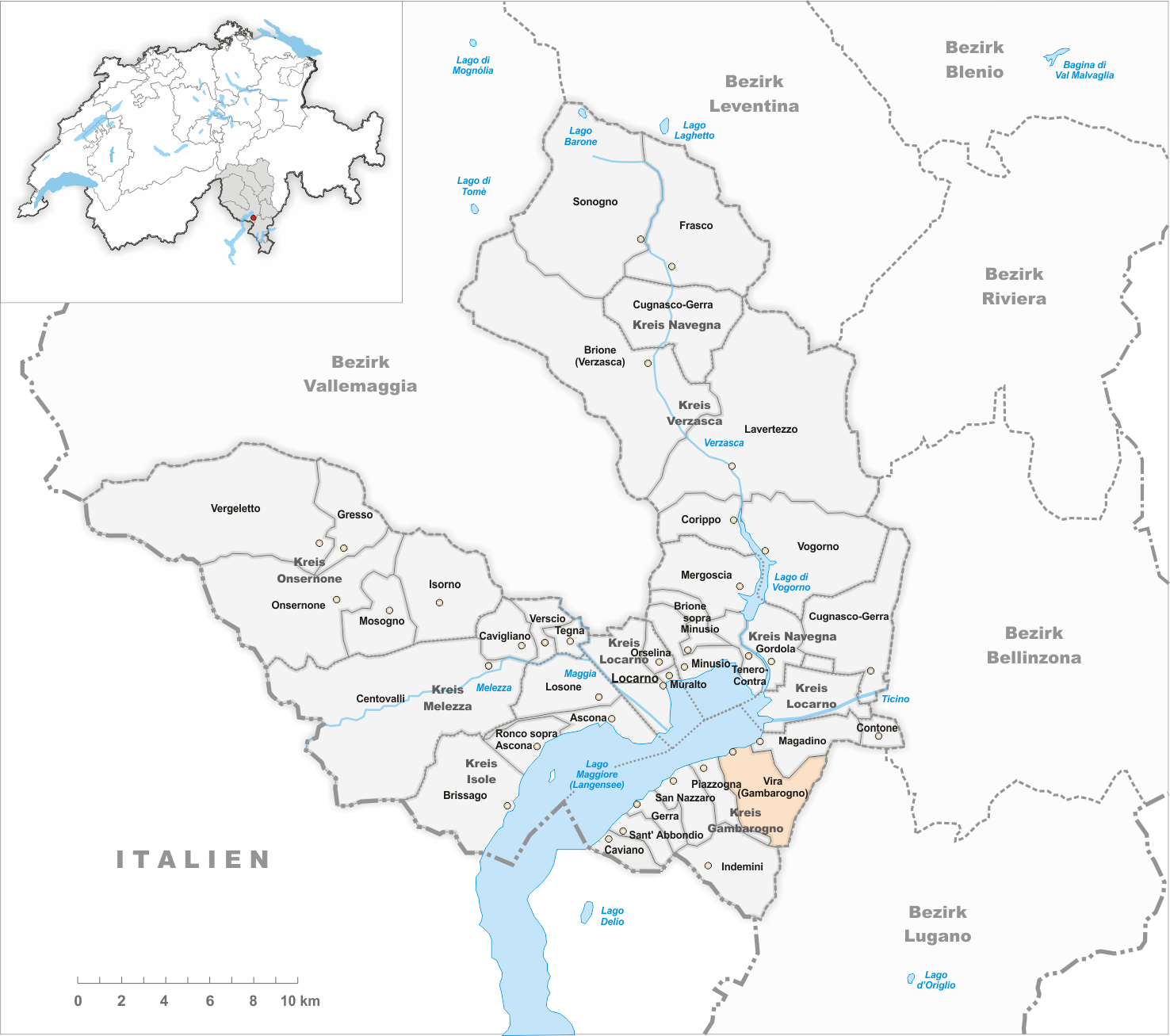
Il territorio del comune di Vira Gambarogno prima degli accorpamenti comunali del 2010

Già comune autonomo dal quale nel 1843 era stata scorporata la località di Magadino, divenuta comune autonomo, e che si estendeva per 11,9 km², nel 2010 è stato accorpato agli altri comuni soppressi di Caviano, Contone, Gerra Gambarogno, Indemini, Magadino, Piazzogna, San Nazzaro e Sant'Abbondio per formare il comune di Gambarogno. La fusione è stata decisa dal Consiglio di Stato il 16 aprile 2008 e approvata dal Gran Consiglio ticinese il 23 giugno successivo.

## Monumenti e luoghi d'interesse

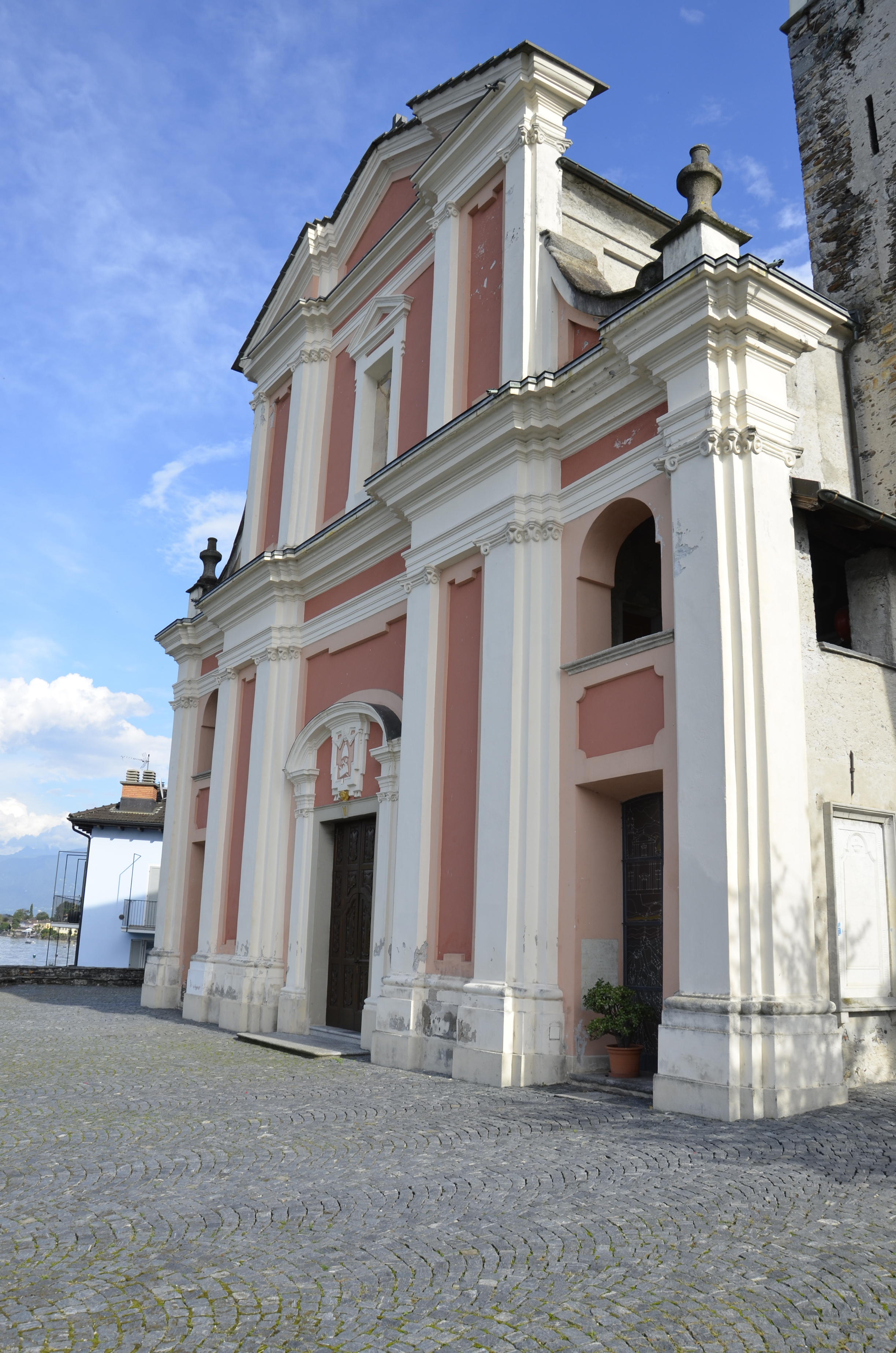
La chiesa dei Santi Pietro e Paolo

- Chiesa dei Santi Pietro e Paolo, risalente al IV o all'VIII secolo e ricostruita nel 1613-1615[2];
- Oratorio di Santa Maria Maddalena, menzionato a partire dal XVI secolo[senza fonte];
- Oratorio di Santa Maria di Loreto in località Fosano, risalente al Tardo[senza fonte] Medioevo e ampliato nel XVIII e nel XIX secolo, edificio che conserva affreschi di Antonio da Tradate;[4]
- Oratorio di Santa Maria Ausiliatrice[senza fonte];
- Cappella votiva[senza fonte];
- Croce in cima al Monte Tamaro[senza fonte];
- Affreschi sulle case del nucleo, realizzati nel 1970[4] e restaurati e ampliati nel 2011[senza fonte];
- Casa Tommasina[senza fonte];
- Casa Breetz[senza fonte].

## Società

### Evoluzione demografica
L'evoluzione demografica è riportata nella seguente tabella:
Abitanti censiti

## Cultura
Il comune ospita dal 1968 una Mostra internazionale di scultura all'aperto.

## Infrastrutture e trasporti

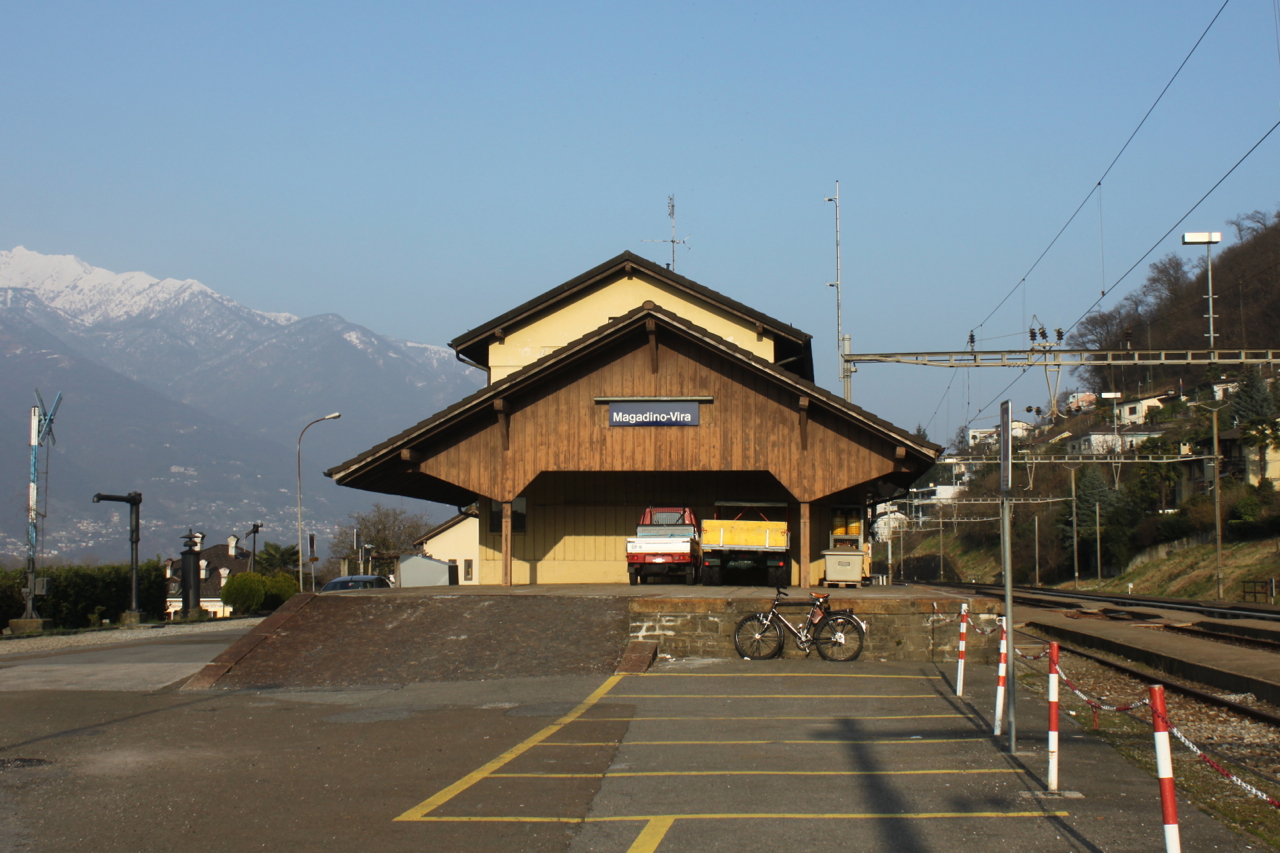
La stazione di Magadino-Vira

Il paese è servito dalla stazione di Magadino-Vira della ferrovia Cadenazzo-Luino.

## Amministrazione
Ogni famiglia originaria del luogo fa parte del cosiddetto comune patriziale e ha la responsabilità della manutenzione di ogni bene ricadente all'interno dei confini della frazione.